# 坐骨
坐骨（ざこつ）（英: ischium、羅: ischium、ischii、os ischii）は、四肢動物の腰帯を構成する骨の一つである。
ヒトの場合、坐骨、腸骨（ilium）、恥骨（pubis）をあわせて寛骨と呼ばれる。

## 坐骨から起始する筋肉
- 上双子筋
- 下双子筋
- 大腿方形筋
- 内閉鎖筋
- 小内転筋
- 大腿二頭筋（長頭）
- 半膜様筋
- 半腱様筋

## 坐骨に停止する筋肉
なし